# Broxfield
Broxfield är en ort i civil parish Rennington, i grevskapet Northumberland i England. Orten är belägen 3 km från Alnwick. Broxfield var en civil parish 1866–1955 när det uppgick i Rennington. Civil parish hade 18 invånare år 1951.